# Robert Erskine (beeldhouwer)

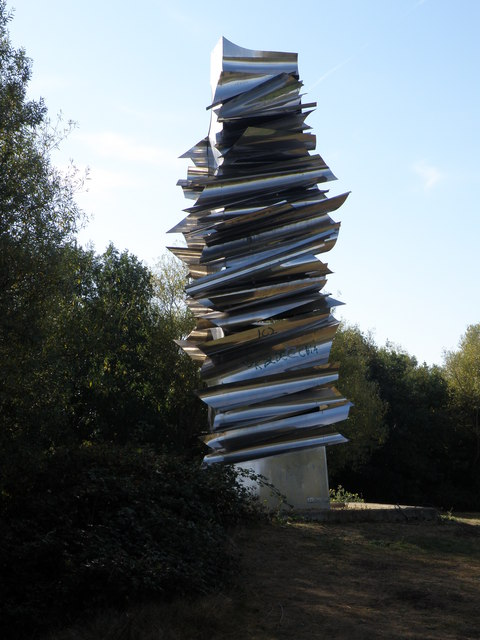
Power Rhythm in Petersborough

Robert Erskine (Londen, 1954) is een Engelse beeldhouwer.

## Leven en werk
Als dertienjarige bezocht Robert Erskine in 1967 het museum/beeldenpark van de Fondation Maeght in Saint-Paul-de-Vence, waar hij werd geconfronteerd met een overzichtstentoonstelling van het werk van de pas overleden Alberto Giacometti. Hij was vastbesloten ook beeldhouwer te worden en exposeerde reeds tijdens zijn middelbareschooltijd zijn eerste beeldhouwwerk. Erskine studeerde van 1971 tot 1976 beeldhouwkunst aan de Kingston School of Art and Design in Kingston upon Thames en volgde van 1976 tot 1978 een postacademische opleiding bij de beeldhouwer Reg Butler aan de Slade School of Fine Art in Londen.
Erskine is opgeleid als steenbeeldhouwer, maar werkt ook met metaal (koper, brons en roestvast staal) en keramiek. Zijn werk wordt geëxposeerd in Europa, de Verenigde Staten en Japan. In 1999 was hij de winnaar van het staalsymposium Een Zee van Staal in Wijk aan Zee met zijn werk White Rhythm. Hij ontving de prijs uit handen van koningin Beatrix.
Erskine is gastdocent aan de Frink School of Figurative Sculpture in Stoke-on-Trent. Hij is associate van de Royal Society of British Sculptors sinds 1993 en fellow vanaf 1996.

## Werken (selectie)
- Rhythm, Strength and Movement (1987), Basing View in Basingstoke
- Sky Thought (1992), Beeldenpark Hakone in Japan (prijswinnende bijdrage International Sculpture Biennale, 1992)
- Quintisection (1994), Durham (Sir Otto Beit Award van de Royal British Scociety of Sculptors)
- Gloria, Village Hotel in Coventry
- Roll Down (1996), Bilston (West Midlands) (genomineerd voor de Anderson Sculpture Prize)
- White Rhythm[1] (1999), Beeldenpark Een Zee van Staal in Wijk aan Zee
- Power Rhythm[2](2000), beeldenroute in Peterborough (prijswinnend ontwerp)
- Tunstall Shard[3](2009), Jasper Square/Alexandra Park in Stoke-on-Trent

## Fotogalerij

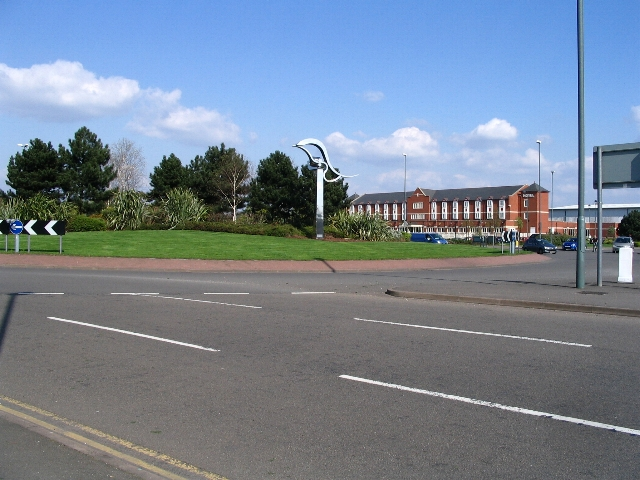
Gloria in Coventry
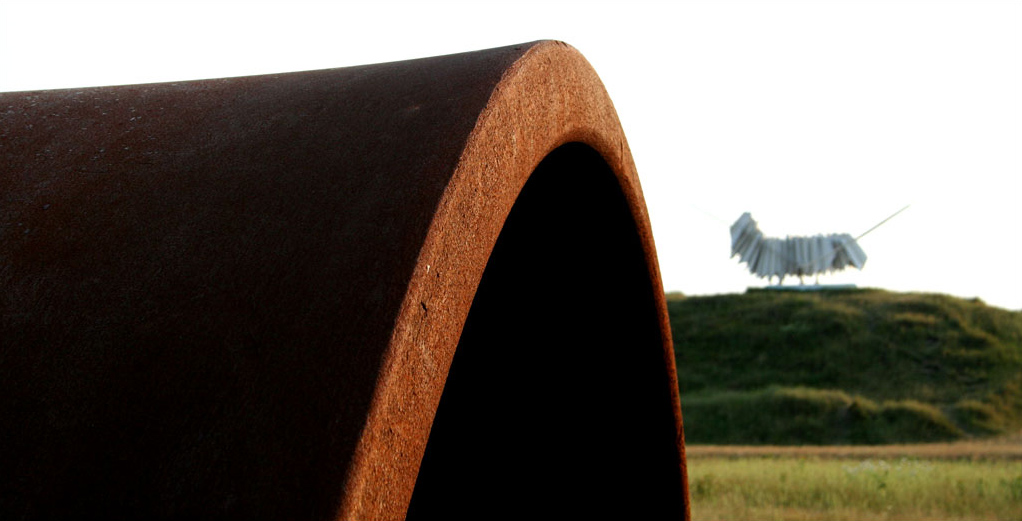
Op de achtergrond White Rhythm 1999
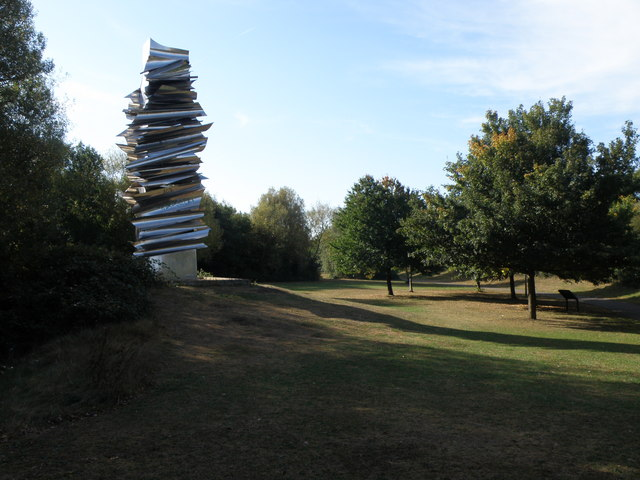
Power Rhythm 2000